# 马营河老爷庙戏台
马营河老爷庙戏台，位于中华人民共和国山西省朔州市右玉县右卫镇马营河村，已列为山西省文物保护单位。

## 保护
2021年8月4日，马营河老爷庙戏台由山西省人民政府公布为第六批山西省文物保护单位，编号6-58。